# Yaeko Nogami
Yaeko Nogami (野上弥生子, Nogami Yaeko, 6 mai 1885 - 30 mars 1985), de son nom de jeune fille Yae Kotegawa, est une écrivaine japonaise de l'ère Shōwa.

## Biographie
Née à Usuki dans la préfecture d'Ōita, elle est la fille d'un riche brasseur de saké. Elle fréquente l'école et suit en plus des cours dans l'école privée de Kubo Kaizo qui l'initie à la littérature chinoise et japonaise classiques, et lui apprend l'art de la poésie tanka.
Elle rencontre plus tard le journaliste et écrivain Naoe Kinoshita, qui l'encourage à aller au Meiji Jogakko, une école pour filles à tendance chrétienne, à Tōkyō. C'est à Tōkyō qu'elle rencontre également Toyoichiro Nogami, originaire lui aussi d'Usuki, étudiant en littérature anglaise sous l'égide de Sōseki Natsume. Ils se marient en 1906.

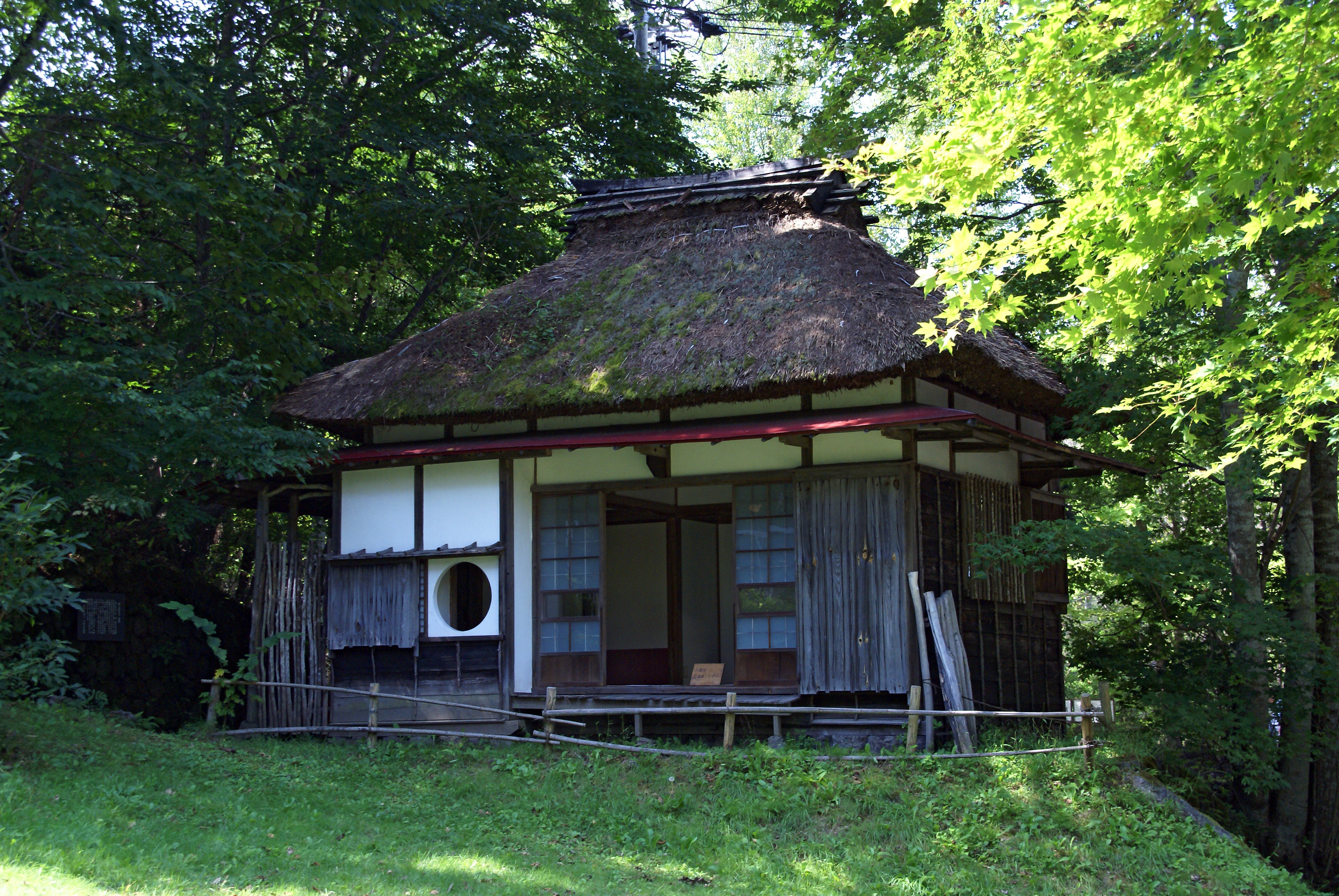
Sa maison.

## Voyage en Europe
Pendant que le gouvernement japonais se tourne de plus en plus vers le totalitarisme et que la guerre semble alors inévitable, elle voyage en Europe avec son mari. Ils sont témoins de la fin de la Guerre civile espagnole et voient les signes de l'approche de la Seconde Guerre mondiale.

## Retour au Japon
Son époux et elle retournent au Japon avant le début de la guerre, et elle se concentre alors sur son écriture. Après la guerre, elle reprend contact avec Yuriko Miyamoto et l'aide à fonder la Société littéraire du nouveau Japon (Shin Nihon Bungakukai).

## Œuvres littéraires
Dès 1907, Nogami Yaeko publie un conte : Enishi (le lien), dans la revue littéraire Hototogisu.
En 1910 Nogami envoie des poèmes et contes à l'influent magazine Chūōkōron ainsi qu'à Shinchō et au magazine féministe Seito. Elle obtient ainsi des admirateurs parmi les membres du mouvement littéraire prolétarien. Elle maintient une correspondance régulière avec la traductrice Yoshiko Yuasa et la romancière Yuriko Miyamoto, avec lesquels elle partage le point de vue que la littérature se doit d'augmenter la moralité.
En 1922, elle publie Kaijin maru (le Neptune), un récit choquant et semi-factuel sur le naufrage de quatre hommes sur un bateau de pêche qui doivent faire un choix entre la famine et le cannibalisme.
Elle commence à explorer le domaine de la fiction historique dans les années 1920 : en 1926 elle publie Oishi Yoshio, roman historique basé sur l'histoire des 47 rōnin.
De 1928 à 1930, elle écrit Machiko, qui reprend l'intrigue d'Orgueil et Préjugés de Jane Austen, roman dans lequel elle brosse le portrait d'une jeune intellectuelle de l'Ère Taishō (Machiko), directement inspirée par le personnage d'Elizabeth Bennet.
Dans ses notes de voyages en Occident en 1938 et 1939, qu'elle publie en 1942 et 1943, elle montre un changement de ses idées politiques et une certaine remise en cause sur la politique étrangère du Japon. Ses écrits sont dans un langage codé.
En 1956, elle publie "Le Labyrinthe" dans lequel elle raconte les dix dernières années de la guerre. Ce livre remporte le Prix Yomiuri.
Son travail d'après-guerre est varié et prolifique. En 1962 et 1963, elle écrit Hideyoshi et Rikyu où elle explore la relation entre un artiste et son mécène (dans ce cas, entre Hideyoshi Toyotomi et Sen no Rikyū). Ce roman est adapté au cinéma sous la forme du film Rikyu de Hiroshi Teshigahara. Il se situe à la fin des années 1500 où un maître du thé et d'ikebana essaie d'aider son maître Hideyoshi à se concentrer. Lorsqu'il apparaît en désaccord avec son maître au sujet de la conquête de la Corée et de la Chine, Rikyu trouve sa force dans le thé. Ce roman, pour lequel Yaeko Nogami a reçu le prix de littérature féminine en 1964, raconte également le suicide du maître de thé sur ordre de son maître.
Par ailleurs, Yaeko Nogami a également écrit son journal intime dès 1944-1945 dont elle a publié une première partie en 1946 et une seconde partie en 1953, le reste étant publié à titre posthume. Cet écrit révèle le fond de sa pensée et sa recherche constante de la vérité. 
Elle continue à écrire et à publier jusqu’à sa mort en 1985 à l'âge de 99 ans.

## Idées et inspirations de Yaeko Nogami
Ayant acquis, grâce à ses voyages en occident dans la période troublée d’avant guerre une culture universelle, cette connaissance lui permet de prendre du recul par rapport à la culture philosophique japonaise. Elle a également lu beaucoup de romans occidentaux pour trouver son inspiration, notamment Le Rouge et le Noir de Stendhal et Orgueil et Préjugés de Jane Austen. Elle est convaincue que l’homme peut s’émanciper de son environnement en agissant et en modifiant son destin.

## Sélection d’œuvres
- 人形の望 (Ningyō no mochi - Espoir de poupée), 1914
- 新しき命 (Atarashiki inochi - Nouvelle vie), 1916
- 海神丸 (Kaijin maru - Le Neptune), 1922
- 人間創造 (Ningen sōzō - Création humaine), 1926
- 大石良雄 (Oishi Yoshio - Yoshio Oishi), 1928
- 真知子 ('Machiko), 1931
- 妖精圏, (Yōsei-ken - Cercle de fée), 1936
- 虹の花 (Niji no hana - Fleur arc-en-ciel), 1937
- 藤 (Fuji - Glycine), 1941
- 迷路 (Meiro - Le Labyrinthe), 1948-1956
- 秀吉と利休 (Hideyoshi to Rikyu" - Hideyoshi et Rikyu), 1964

## Adaptations de ses œuvres au cinéma
- 1989 : Rikyu (利休?) de Hiroshi Teshigahara